# Baruther Buschgraben
Der Baruther Buschgraben ist ein rechter Zufluss der Dahme in Brandenburg.

## Geschichte
Der Graben ist künstlichen Ursprungs und wurde im 19. Jahrhundert angelegt, um die Flächen östlich der Stadt Baruth/Mark für die Landwirtschaft urbar zu machen. Diese Gräben wurden in den 1960er und 1970er Jahren erneuert und erweitert. Südwestlich des Baruther Ortsteils Dornswalde entstand 1978 ein rund 10 Hektar großes Staubecken sowie ein Schöpfwerk, um den Wasserstand im Baruther Urstromtal besser regulieren zu können.

## Verlauf
Die teilweise parallel verlaufenden Gräben entwässern zunächst eine Fläche südlich des Baruther Ortsteils Radeland. Auf rund 6 km Länge verläuft der Hauptgraben dabei in südsüdöstlicher Richtung. Im weiteren Verlauf fließt weiter südöstlich Wasser aus dem nördlich liegenden Fischkütengraben hinzu. Ein weiterer Zufluss besteht im Schindergraben, der die Flächen um den Baruther Ortsteil Glashütte entwässert. Nach weiteren rund 5 km fließt der Baruther Hauptgraben am Wohnplatz Rietze des Ortsteils Rietzneuendorf der Gemeinde Rietzneuendorf-Staakow in die Dahme.

## Entwicklung
Ein Natura-2000-Managementplan für das Gebiet Glashütte/Mochheide aus dem Jahr 2013 empfiehlt im Zusammenhang mit der Entwicklung des genannten Gebietes auch Maßnahmen für die Weiterentwicklung des Baruther Buschgrabens, der ein Jahr zuvor in Teilen als Lebensraumtyp eingestuft wurde. Der Plan empfiehlt, die drei vorhandenen Wehre – soweit mit der angrenzenden landwirtschaftlichen Nutzung vertretbar – nach Möglichkeit zurückzubauen oder durch Sohlgleiten zu ersetzen. Einige Trockenröhren am Radeländer Weg sollten verlegt werden, um dem Otter einen besseren Zugang zum Gebiet zu ermöglichen. Schlussendlich sollte der Uferbewuchs gefördert und die Bepflanzung entlang des Buschgrabens verbessert werden.